# Suka (Streichinstrument)

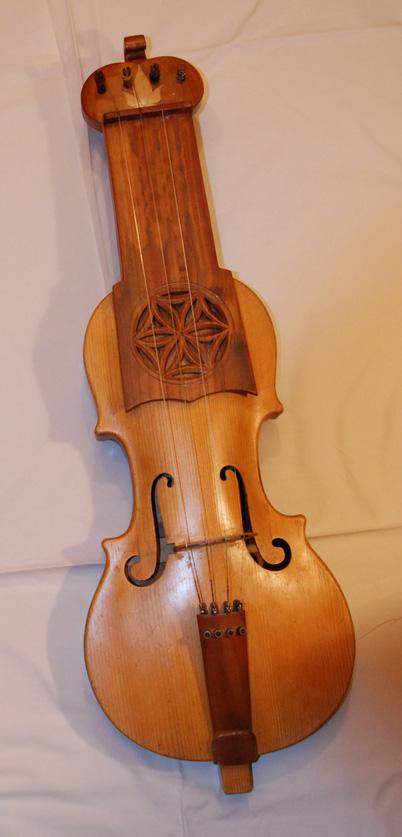
Suka. Rekonstruktion des polnischen Geigenbauers Andrzej Kuczkowski Anfang der 1990er Jahre.

Suka ist eine historische Streichlaute, die in der polnischen Volksmusik bis Ende des 19. Jahrhunderts verwendet wurde und in Bauform und Spielweise vermutlich der im 16. Jahrhundert von Martin Agricola erwähnten Polnischen Geige nahekommt. Die drei- oder viersaitige suka wurde wie die mittelalterliche südeuropäische rebec in senkrechter Position gespielt. Als weiterer Vorläufer der suka gilt eine bei Płock ausgegrabene, mit einfachen Mitteln gefertigte Fidel, die in die Mitte des 16. Jahrhunderts datiert wird. 
Seit den 1990er Jahren gibt es einzelne Bestrebungen, eine mit vier Saiten rekonstruierte suka in eine neuartige polnische Volksmusik einzuführen.

## Herkunft

### Rebec

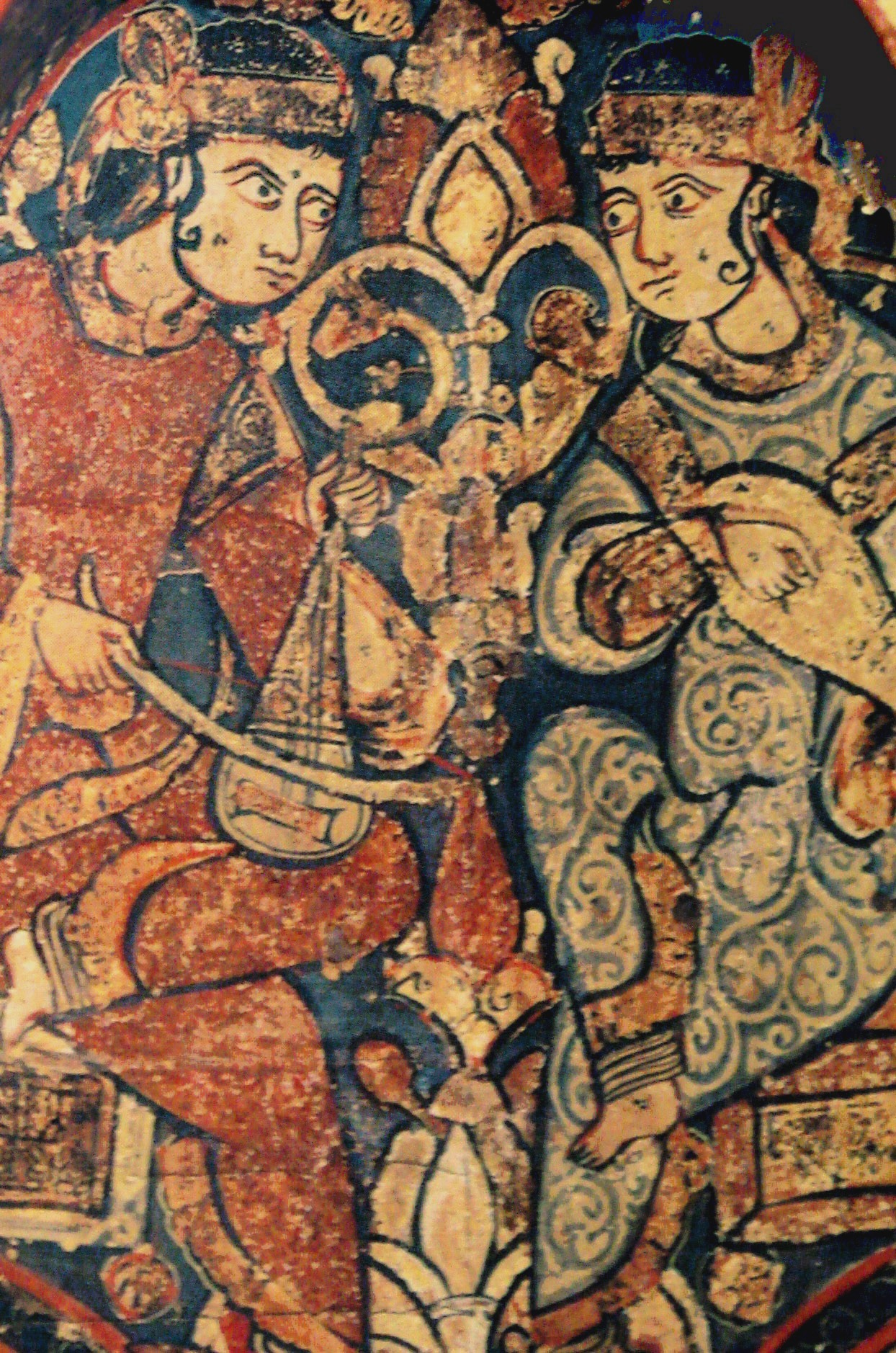
Ein arabischer Musiker am Hof des Königs Roger II. von Sizilien spielt auf orientalische Weise eine birnenförmige Streichlaute senkrecht auf sein Knie gestützt. Fresko in der Capella Palatina, Palermo, Mitte 12. Jahrhundert

Die ältesten bekannten Abbildungen gestrichener Saiteninstrumente in Europa stammen aus dem 10. Jahrhundert und kommen aus Vorderasien. Von Osten wurden sie über das Byzantinische Reich verbreitet, wo die Darstellung einer zweisaitigen, birnenförmigen lira (oder lyra) auf einer um 1000 datierten byzantinischen Handschrift als mögliches Vorbild gilt, und mit der islamischen Expansion erreichten sie von Süden die Iberische Halbinsel. Unter dem mit Arabisch rabāb sprachverwandten Wort rebec wurden zwei Streichinstrumententypen verstanden: Die vermutlich unter arabischem Einfluss in Spanien entstandene rebec besitzt einen langovalen Korpus mit gerundetem Boden, zwei oder seltener drei Saiten, seitenständige Wirbel und eine zweigeteilte Decke, die im unteren Teil aus Pergament und im oberen aus Holz besteht.
Der zweite rebec-Typ, der sich in Europa weit stärker verbreitete, hat einen birnenförmigen Korpus, der zusammen mit dem kurzen Hals aus einem Holzstück gefertigt wurde, ein bis fünf Saiten, die zu einer Wirbelplatte mit vorderständigen Wirbeln führen und eine Decke aus Holz. Zu diesem zweiten Typ gehören einige heute noch gespielte südost- und osteuropäische Volksmusikinstrumente wie die kretische lyra, die bulgarische gadulka, die montenegrinische guslice und die russische gudok. Während der erstgenannte, spanisch-maurische Typ auf dem Knie ruhend und schräg nach oben gerichtet gespielt wurde, legten die Musiker die europäische rebec meistens abwärts geneigt gegen die Schulter, die Brust oder den Hals. Während sich für birnenförmige und elliptische Streichlauten die europäische, waagrechte Spielhaltung durchsetzte, wurden größere Fideln mit einem taillierten Korpus und in islamisch beeinflussten Gebieten (vgl. das Fresco in der süditalienischen Capella Palatina, Mitte 12. Jahrhundert) auch kleine birnenförmige Lauten senkrecht auf dem Knie oder zwischen den Knien gespielt. Daraus ergaben sich zwei unterschiedliche Bogenhaltungen: Die senkrechten, zwischen den Knien (da gamba) gehaltenen Fideln wurden mit dem Untergriff (Faust unterhalb der Bogenstange wie beim Kontrabass) gestrichen, die ungefähr waagrecht (da braccio, „am Arm“) gehaltenen Instrumente mit dem Obergriff (gekrümmte Hand über der Bogenstange wie bei der Violine).
Neben der älteren französischen Namensform rebebe hieß die Streichlaute vom 13. bis zu 16. Jahrhundert unter anderem rubeba (rubebe), Italienisch ribebe und Englisch rebeck. Weitere Bezeichnungen dieses rebec-Typs sind verschiedene, ab dem 12. Jahrhundert aufgekommene Schreibweisen von lyra/lire sowie Deutsch geige, Französisch guigue und Italienisch/Spanisch giga. Frühestens um 1300 tauchten Fideln mit einem aus Boden, Zargen und Decke zusammengefügten Korpus auf. Bis ins 15. Jahrhundert wurden daneben birnenförmige und ovale Lauten abgebildet. Im 16. Jahrhundert übernahm dieser Typ die seitenständigen Wirbel von der arabischen rabāb. 
Im 13. und 14. Jahrhundert waren drei- bis fünfsaitige Fideln beliebt, bei denen auf den meist ovalen und aus einem Holzblock gefertigten Korpus eine Kiefernholzdecke geleimt ist. Boden und Decke dieser ungefähr violinengroßen Instrumente sind flach. Sie besitzen C-förmige Schalllöcher und einen breiten Hals, der mit der Decke eine Ebene bildet. Nach dem altfranzösischen Wort vielle, viele, wurden diese Instrumente ab dem 15. Jahrhundert französisch viole oder vyolon, englisch vyell, italienisch viola, niederländisch vedel und später deutsch Fiedel genannt. Eine der ältesten Abbildungen einer frühen Violine, die bereits f-Schalllöcher, aber noch nicht die typischen eingezogenen Zargen besitzt, ist eine um 1508 datierte Wandmalerei in Ferrara. Die Violine erhielt ab den 1560er Jahren ungefähr ihre heutige Gestalt.
Von der Spielhaltung war die Grifftechnik der linken Hand abhängig. Bei den europäischen rebec wurden wie bei den Violinen und den meisten europäischen Lauteninstrumenten zur Melodiebildung die Saiten durch Niederdrücken mit den Fingerkuppen auf ein Griffbrett verkürzt. Auf Abbildungen aus Frankreich sind Anfang des 12. Jahrhunderts Griffbretter zu erkennen. Dagegen wurden bei den südeuropäischen (orientalischen) rebec die Saiten von der Seite mit dem Fingernagel gefasst, also mit der Oberseite des Nagels bis zum Nagelfalz berührt.

### Polnische Geige

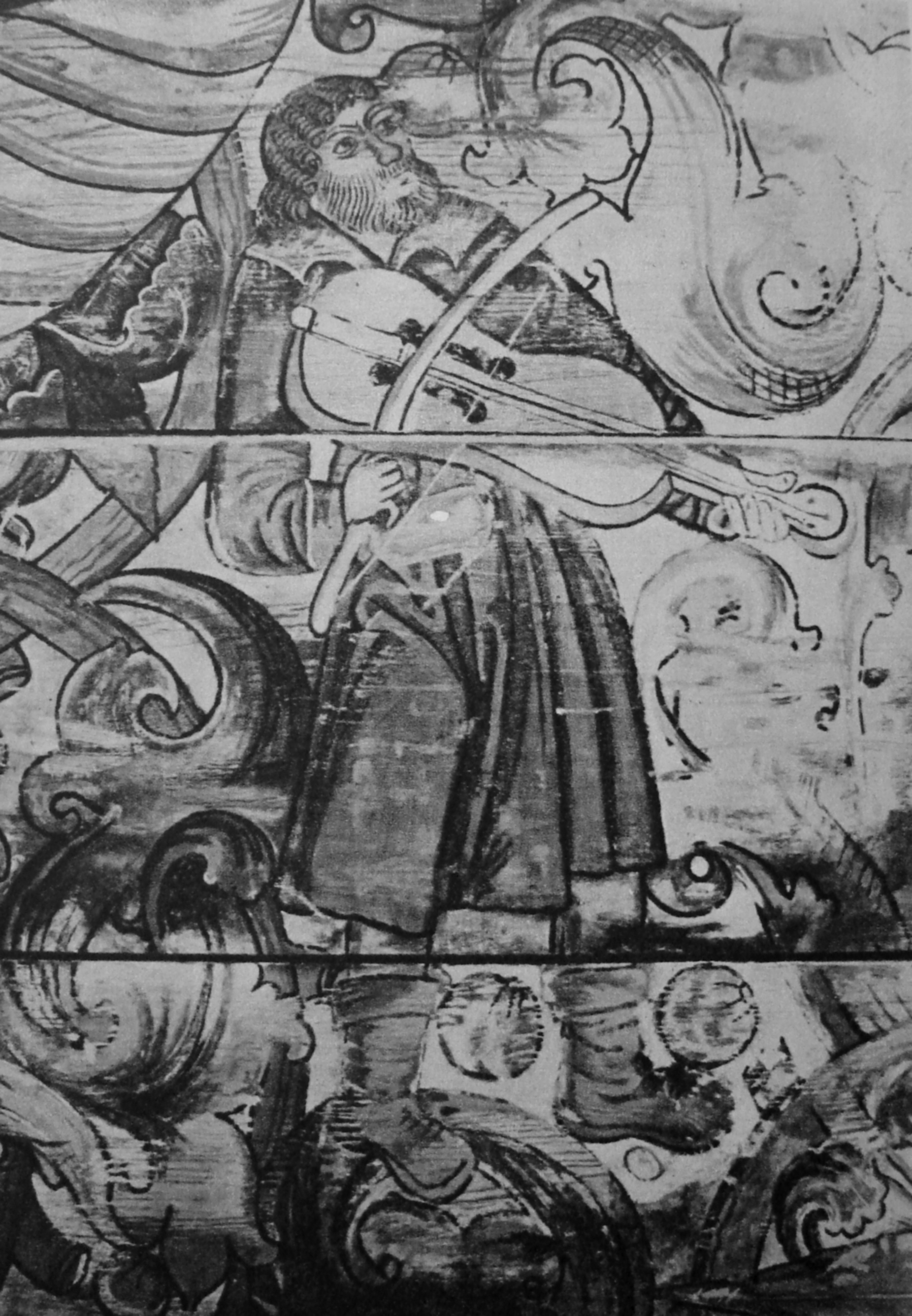
Polnische Geige. Wandmalerei um 1530 in der Dreifaltigkeitskirche im Dorf Grębień in der Woiwodschaft Łódź, Polen. Einzige Abbildung einer Fidel des 16. Jahrhunderts in Polen.

Diese alte Spielweise erwähnt Martin Agricola in Musica instrumentalis deudsch (1545), wenn er sich auf die „Polischen Geigen und kleinen handgeigelein“ bezieht: „und sie mit den negeln rürn an“. Laut Agricola entsprechen die „polischen Geigen“ den „kleinen onebündischen Geigen“, womit er die üblichen rebec meint. Sie unterscheiden sich lediglich durch die von den Polen verwendete Grifftechnik mit den Fingernägeln. Die Polnische Geige erwähnen außer Agricola auch andere Quellen des 16. und 17. Jahrhunderts. Michael Praetorius bezeichnet in Syntagma musicum (1619) die „Violen de bracio“ als „Polnische Geigeln“, weil das Instrument oder die es spielenden Musiker aus Polen gekommen sein könnten.
Es ist unklar, ob Praetorius selbst beide Bezeichnungen (fälschlich) für dasselbe Instrument anwendet oder ob er nur die seinerzeit übliche Namensgebung erwähnt. Im 16. Jahrhundert verstanden jedenfalls Sebastian Virdung (in Musica getutscht und außgezogen, 1511), Hans Gerle (in Musica teusch, auf die Instrument der grossen unnd kleinen Geygen, auch Lautten, 1532) und Martin Agricola unter der Bezeichnung „Geigen“ sowohl Violinen als auch die größeren Violen, wobei sie den Unterschied mit „große“ und „kleine“ Geige kenntlich machten. Hiervon unterschied Agricola 1545 die „Polischen Geigen“ als einen dritten Typ, von dem jedoch keine Abbildungen überliefert sind. Außer der Spielweise mit Fingernägeln ist von dem folglich bundlosen Instrument bekannt, dass es drei Saiten und in einer Bassversion vier Saiten besaß. Die Polnische Geige wurde im 16. Jahrhundert in Polen von einigen Geigenbauern hergestellt, unter ihnen Mateusz Dobrucki (1520–1602), Bartlomiej Kiejcher (1548–1599) und Marcin Groblicz der Ältere (um 1540 – um 1609), die in Krakau wirkten.

### Fidel von Płock

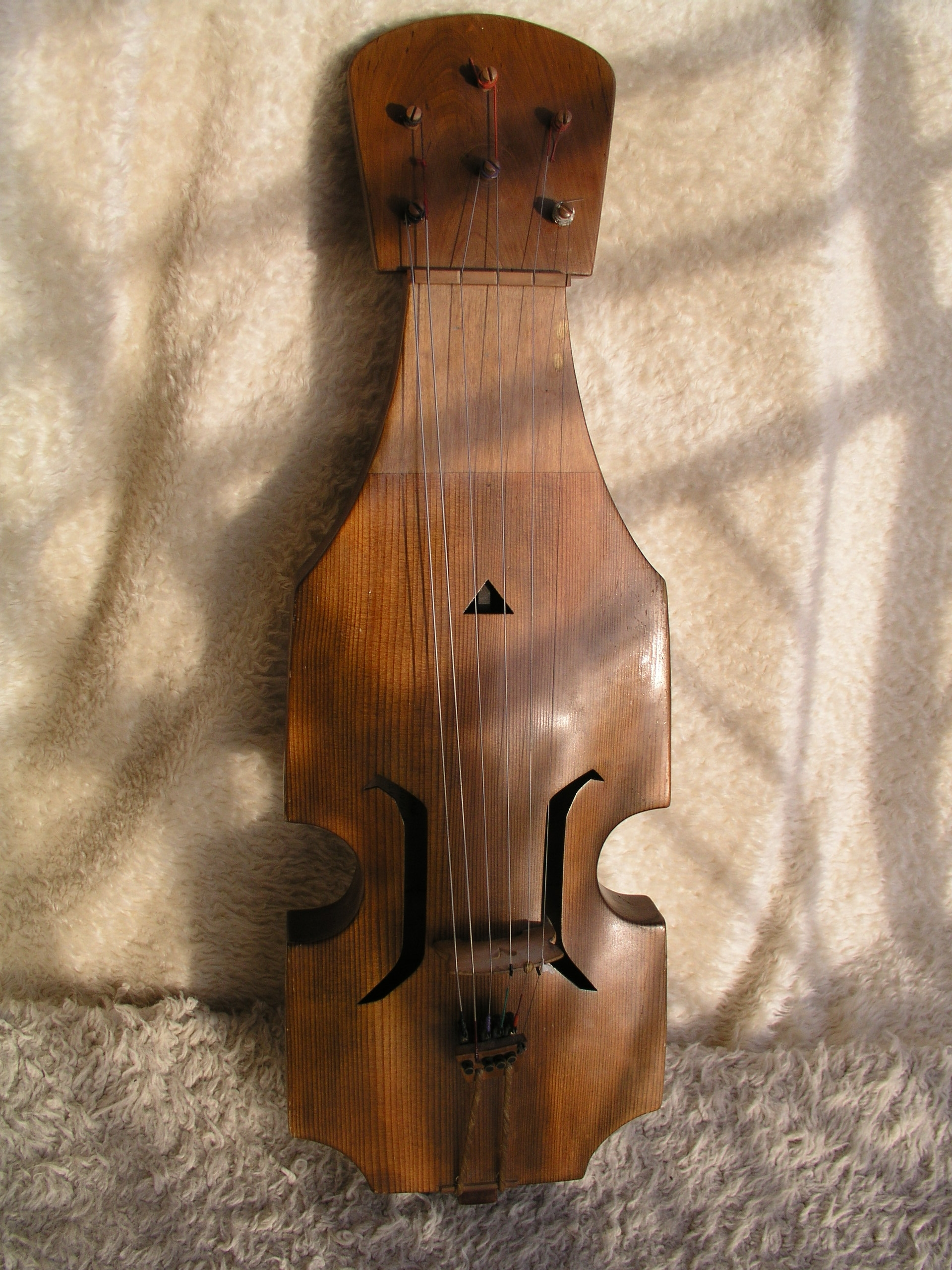
Rekonstruktion des Fidel von Płock genannten Grabungsfundes aus dem 16. Jahrhundert mit sechs Saiten.

Ebenfalls aus dem 16. Jahrhundert stammt eine einfache Fidel, die 1985 bei archäologischen Untersuchungen nahe Płock in Zentralpolen ausgegraben wurde. Der gut erhaltene Fund ist für die musikhistorische Forschung von besonderer Bedeutung, da ansonsten nur die um 1530 datierte Wandmalerei in der Kirche von Grębień einen Hinweis auf die Form dörflicher Fideln jener Zeit in Polen gibt. Vermutlich war die Fidel mit drei (oder vier) Saiten bespannt, die alle zugleich mit dem Bogen gestrichen wurden. Auf der Basis von Martin Agricolas Beschreibung der Polnischen Geige dürften auch die Saiten dieser Fidel mit den Fingernägeln verkürzt worden sein. Wie die Fidel gespielt worden sein könnte, zeigt ein Holzschnitt von Jakub Kazimierz Haur (1632–1709) aus Krakau von 1693. Darauf sind in einer Reihe stehende Musiker zu sehen, die in einer polnischen Kneipe spielen. Der Geiger hält das Instrument mit einer Hand am Hals senkrecht vor seinem Oberkörper. Ein Lederband über der Schulter, um die Geige zu tragen, ist nicht zu sehen. Folglich muss er den Hals recht fest gehalten haben, sodass er die Tonhöhe höchstens nach einer gewissen Zeit verändern konnte. Wahrscheinlich begleitete die Fidel das singende, Flöte und Dudelsack spielende Ensemble mit einem rhythmischen Bordunton. Diese für das 16. und 17. Jahrhundert einzige Darstellung eines polnischen Volksmusikensembles mit einer senkrecht gespielten Fidel hat Parallelen in russischen Holzschnitten, die Musiker mit der Schalenhalslaute gudok zeigen. Auf einem dieser Holzschnitte ist die gleiche Besetzung zu sehen. Auch die gudok wurde bis zu ihrem Verschwinden in der Mitte des 19. Jahrhunderts in senkrechter Position gespielt, üblicherweise vom sitzenden Musiker auf ein Knie gestützt. Diese Spielhaltung, die früher häufig mit der Fingernagel-Grifftechnik einherging, verbindet die gudok mit anderen, bis heute verwendeten Schalenhalslauten: der bulgarischen gadulka, der südslawischen gusle, der guslice (auch lirica) und der kretischen lyra. Den genannten Streichlauten ist eine Tradition im Zusammenhang mit fahrenden Sängern und Volksunterhaltern gemein, die in Russland  Skomorochen genannt wurden.
In Polen hielt sich diese Spieltradition lediglich in den südöstlichen Landesteilen, dem Siedlungsgebiet der Russinen, bis zum Ende des 19. Jahrhunderts. Die dort suka (polnisch „Hündin“) genannte Fidel war 1888 auf einer Musikinstrumentenausstellung in Warschau zu sehen. Die einzige verlässliche Beschreibung der suka ist ein Bericht über diese Ausstellung des Ethnographen und Musikforschers Jan Karlowicz (1836–1903). Dem Artikel sind detaillierte Zeichnungen des Malers und Archäologen Tadas Daugirdas (1852–1919) beigefügt. Wojciech Gerson (1831–1901), ein bekannter polnischer Maler, fertigte 1895 weitere Zeichnungen der suka. Daraus lässt sich die Form der suka rekonstruieren. Sie stellt die am längsten überlebende Traditionslinie der Polnischen Geige dar.

## Bauform

### Fidel von Płock

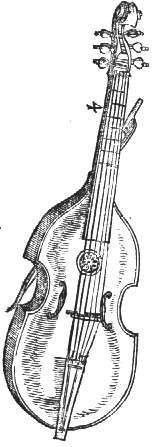
Viola bastarda mit einem dritten runden Schallloch unter den Saiten. Abbildung in Michael Praetorius, Syntagma musicum, 1619.

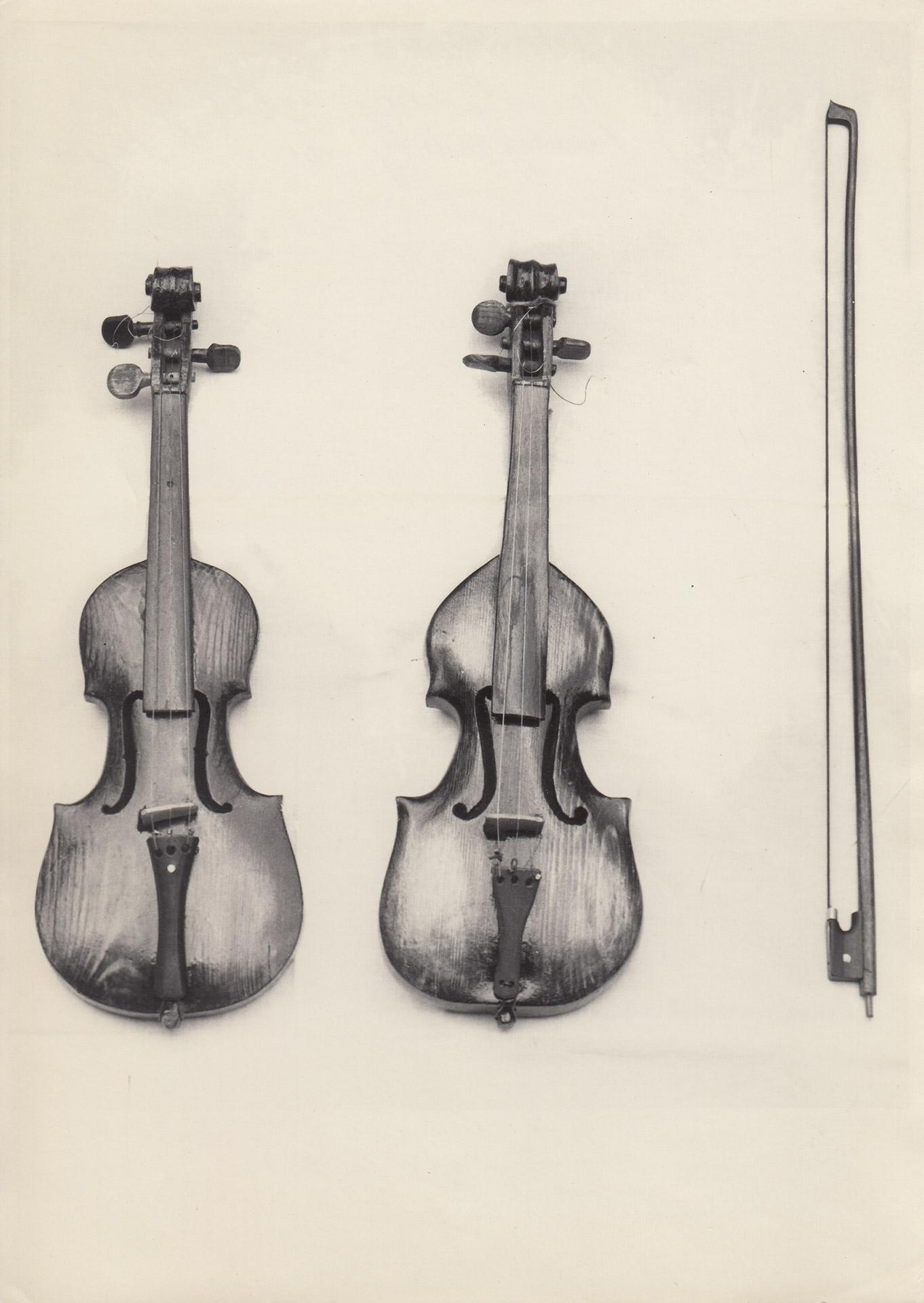
Zwei mazanki mit Streichbogen aus Zbąszyń, Westpolen.

Die ausgegrabenen Holzteile der Fidel von Płock gehören zu einer grob gefügten Halslaute, deren leicht asymmetrische Form auf einen Eigenbau mit einfachen Gerätschaften und nicht auf die Herstellung in einer spezialisierten Werkstatt verweist. Nach der Fundsituation der einzelnen Bauteile könnte die Fidel beschädigt gewesen und dann weggeworfen worden sein. Der aus einem Holzstück, vermutlich Schwarz-Erle, herausgearbeitete Korpus erreicht mit seinem kantigen Umriss nur entfernt die Form einer Violine. Die konkaven, oval geschwungenen Mittelbügel am Zargenkranz einer Violine sind hier eingeschnittene Halbkreise. Die an der Violine üblichen überstehenden Zargenecken werden nicht nachgeahmt. Am unteren Ende des Bodens befindet sich ein kurzer Fortsatz, an dem die Saiten festgebunden waren. Oben geht der Korpus in einen breiten kurzen Hals mit einer ungefähr quadratischen Wirbelplatte über. Die Gesamtlänge beträgt 57 cm und die Korpusbreite 19 cm. Der Hals verjüngt sich geringfügig von 7 cm am Korpus bis 6,1 cm an der Wirbelplatte, die 11,6 cm breit ist. Die Wirbelplatte enthält sechs Löcher, in denen noch Reste von (vorderständigen) Wirbeln steckten. Die beiden Schalllöcher in der Decke sind C-förmig, aber nicht genau gleich geformt. Eine dritte Öffnung in Gestalt eines kleinen Dreiecks befindet sich mittig im oberen Bereich der Decke. Ewa Dahlig (1994) hält dieses Loch für ein Überbleibsel aus dem Zupfinstrumentenbau (Gitarre), als bei der Einführung des Streichbogens das zentrale Schallloch zunächst beibehalten wurde, zusätzlich zu den seitlichen C- oder f-Löchern. Ein solches drittes Loch befindet sich auf der Decke der etwa zur selben Zeit (im 16. und 17. Jahrhundert) gebräuchlichen Viola bastarda. Der zerbrochene Steg besaß vermutlich einen kurzen Fuß und auf der anderen Seite einen Holzstift, der durch eine Bohrung in der Decke hindurch bis zum Boden reichte und die Funktion eines Stimmstocks übernahm. 
Ein solcher asymmetrischer Steg mit einem den Korpus durchquerenden Fuß kam in Polen ansonsten nur bei der kleinen dreisaitigen Fidel mazanki vor, die im Westen des Landes meist von Schäfern zusammen mit einem Dudelsack gespielt wurde. Die mazanki besaß einen aus einem Holzstück gefertigten, flachen Korpus, welcher der Violine sehr ähnlich war. Ihre Spielhaltung war waagrecht. Wie bei der Violine endete der Hals in einem Wirbelkasten mit seitenständigen Wirbeln. Die Saiten waren eine Quinte höher als die oberen drei Saiten der Violine gestimmt (a’–e’’–b’’). Zu Beginn des 20. Jahrhunderts wurde die mazanki allmählich durch die Violine ersetzt. Ferner gab es diesen Stegtyp noch bei einer kleinen Basslaute (basy) in der Gegend um Kalisz.
Der abgebildete Nachbau der Fidel von Płock ist nach der Zahl der einst vorhandenen Wirbel mit sechs Saiten bezogen. Die Position der Wirbel macht es jedoch wahrscheinlich, dass nur drei oder vier Saiten vorhanden waren. Bei sechs Saiten wären drei doppelchörige Saiten die wahrscheinlichste Anordnung. Dies würde aber ein Griffbrett voraussetzen, weil mit einem Finger nicht zwei Saiten zugleich von der Seite verkürzt werden können. Eher zu erwägen sind drei Saiten, die von den oberen Wirbeln über die als Sattel fungierenden unteren Wirbel geführt wurden. Die Saiten bestanden wahrscheinlich aus gedrehtem Schafsdarm und waren, da kein Saitenhalter gefunden wurde, vermutlich mit einem Lederstreifen an den unten herausstehenden Fortsatz gebunden.
Wegen der flachen Krümmung des Steges konnten alle Saiten nur zugleich gestrichen werden. Eine Melodiesaite wurde laut der Rekonstruktion der Spielweise mit den Fingernägeln verkürzt, die übrigen Saiten lieferten einen Bordunton. Eine senkrechte Haltung der Fidel ist hierbei wahrscheinlich, weil am bequemsten.

### Suka

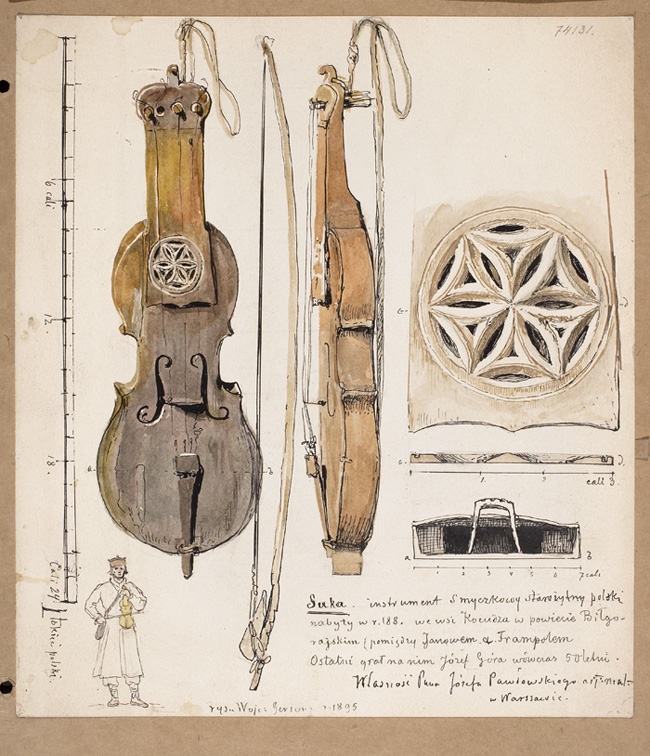
Suka. Aquarell von Wojciech Gerson, 1895.

Gegenüber der Fidel von Płock stellt die suka in einigen Formdetails eine Weiterentwicklung in Richtung der Violine dar. Der aus einem Stück Holz gefertigte Korpus ähnelt im Umriss einer Violine, der Boden ist jedoch flach. Die Gesamtlänge betrug 50 cm, bei einer Korpuslänge von 36 cm. Die f-Löcher in der Decke und die Existenz eines Saitenträgers stellen ebenfalls eine Annäherung an die Violine dar. Der Hals ist noch so breit wie bei der Fidel von Płock, aber gegenüber dem Korpus abgesetzt. Drei bis vier in Quintabständen gestimmte Saiten führen zu einer Wirbelplatte mit parallel in einer Reihe angeordneten, nach vorne stehenden Wirbeln. Diese stammen aus der alten Fidel-Tradition. Das dritte Loch unter den Saiten bildet bei der suka ein großer, mit einem Blütenornament gefüllter Kreis in einer auf dem oberen Teil der Decke und dem Hals aufgeleimten Holzplatte. Mindestens ein Fuß des Stegs muss bis zur Bodenplatte verlängert gewesen sein. In der Zeichnung von Dowgird ist am rechten F-Loch eine rechteckige Aussparung für einen langen Fuß des Stegs zu sehen. Einem Aquarell von Wojciech Gerson (1895) zufolge war der Steg jedoch symmetrisch und besaß zwei lange Füße, die beide auf dem Boden platziert waren, womit keine direkte Schwingungsübertragung zur Decke stattfinden konnte. Der Spieler hielt das Instrument senkrecht, entweder zwischen den Knien oder an einem Band, das am Kopf und am unteren Fortsatz des Instruments festgeknotet war, über eine Schulter gehängt. Die Saiten der suka wurden mit den Fingernägeln verkürzt. Letzteres stellt die wesentliche Gemeinsamkeit der historischen polnischen Fideln dar.
Während der kommunistischen Herrschaft in Polen war die Volksmusik der Staatsideologie unterworfen und durch die Auftritte professioneller Volksmusikgruppen vereinheitlicht und gelenkt. Dörfliche alte Traditionen konnten nur in einigen Nischen gepflegt werden. Seit 1989 entstand in der bürgerlichen Kulturszene eine neue Art von Volksmusik, die mit einem Stilgemisch von alten polnischen Volkstraditionen und modernen, gelegentlich elektrisch verstärkten Musikinstrumenten zur ethnischen Weltmusikszene gehört. Zu den Bestrebungen, sich die vergangene Volksmusiktradition neu anzueignen, gehört auch der Nachbau verschwundener Musikinstrumente und deren Spiel mit zeitgemäß angepassten Techniken.
Seit den 1990er Jahren wird die suka nach den alten Zeichnungen wieder angefertigt, zunächst vom polnischen Geigenbauer Andrzej Kuczkowski. Der Violinist Zbigniew Butryn (* 1952) aus Janów Lubelski begann 1993 als erster, das mit vier Saiten rekonstruierte Instrument zu spielen. Unabhängig davon integriert die Musikerin Maria Pomianowska (* 1961) aus Warschau die suka in ihren weltmusikalischen Stil. Sie tritt mit einem international besetzten Ensemble auf und spielt selbst unter anderem Violoncello, sarangi und mongolische Pferdekopfgeige. Ein Duo der polnischen Musikerinnen Helena Matuszewska und Marta Sołek, die eine suka und eine Rekonstruktion der Fidel von Płock einsetzen, nennt sich InFidelis. Die Warsaw Village Band ordnet sich stilistisch der „Hardcore Folklore“ zu und strebt einen „dritten Weg“ zwischen traditioneller Volksmusik und modernen Stilrichtungen an. Sie spielen die suka unter anderem zusammen mit einer Drehleier (lira korbowa), einem Hackbrett (cymbały), Perkussions- und Blasinstrumenten. Die Lieder sind energiegeladen bis hin zu einer punkartigen Atmosphäre.
Ein weiteres polnisches Streichinstrument, das bis Anfang des 20. Jahrhunderts in der Region Podhale verwendet wurde und heute wieder nachgebaut wird, ist die złóbcoki (auch gęśliki). Dieser Typ besaß einen langovalen oder spitz zulaufenden Korpus aus einem Holzstück ähnlich wie slowakische Rinnengeigen und war mit drei bis vier, nach der Violine (skrzypce) gestimmten Saiten bezogen. Die złóbcoki wurde wegen ihres leisen Tons bevorzugt solistisch gespielt. Streichinstrumente in der polnischen Volksmusik von der Größe eines Violoncellos mit zwei bis vier Saiten, deren Korpus häufig aus einem Holzstück angefertigt wird, sind als basetla oder basy bekannt. Sie werden nur zur Begleitung eingesetzt. Die maryna ist ein zweisaitiger gestrichener Kistenbass, bei dem der Bogen bewegungslos verharrt, während das Instrument seitwärts gedreht und zugleich mit seinem Spieß auf den Boden geschlagen wird, damit die Zimbeln am Kopfende erklingen.